# 武港高速动车组列车
武港高速动车组列车是中国铁路运行于湖北省武汉市武汉站至香港特别行政区油尖旺区香港西九龙站间的高速动车组列车，自2025年1月5日起开行，列车全程运行1210公里，途经湖北省、湖南省、广东省、香港特别行政区三省一区。其中武汉站至香港西九龙站运行4小时33分，使用车次为G885次，列车客运乘务由广州局集团广九客运段担任；香港西九龙站至武汉站运行4小时49分，使用车次为G872次，列车客运乘务由广州局集团长沙客运段担任。

## 历史
2025年1月5日，原武汉～深圳北（深圳坪山）G885、G873/872次列车延长、调整至香港西九龙站始发终到，其中G873/872次列车车次调整为G872次。

## 使用列车
G885次列车使用配属广州局集团深圳动车运用所的CR400AF-A；G872次列车使用配属广州局集团长沙动车运用所的CR400AF-A。